# Шиялтыш
Шия́лтыш (луговомар. шиялтыш, сев.-зап. мар. шиӓлтӹш, циӓлтӹш; от шиялташ, циалташ — «дуть, дудеть») — марийский свистковый деревянный духовой музыкальный инструмент типа флейты.
Различают два вида шиялтыш — с косым срезом (губнощелевой шиялтыш) и с прямым срезом (со свистковым механизмом), вторая разновидность — более позднего происхождения.
Губнощелевую флейту многие этномузыковеды называют специфическим финно-угорским типом флейт. Ствол её делался из дягиля, бамбука, ныне — из металла, пластмассы. Длина — 40—60 см, 1—2 см в диаметре, верхний конец имеет косой срез, возле него — свистковое отверстие. На лицевой стороне ствола 2—6 пальцевых отверстий (в традиционном губнощелевом инструменте — 2—3 отверстия).
В музыкальном быту марийского народа закрепились шиялтыш с различными звукорядами. Тембр инструмента мягкий, прозрачный в низком регистре, резковатый, свистящий — в высоком. Шиялтыш — главным образом сольный инструмент, на нём любили играть пастухи, на шиялтыш обычно исполняют лирические широкого дыхания мелодии, часто с мелизматическими украшениями.